# Yatesville (Georgia)
Yatesville è una città degli Stati Uniti d'America, situata in Georgia, nella Contea di Upson.